# Orcesis phauloides
Orcesis phauloides är en skalbaggsart som beskrevs av Francis Polkinghorne Pascoe 1866. Orcesis phauloides ingår i släktet Orcesis och familjen långhorningar. Inga underarter finns listade i Catalogue of Life.